# 无产阶级革命党—争取革命基地

无产阶级革命党—争取革命基地标志

无产阶级革命党—争取革命基地（葡萄牙語：Partido Revolucionário do Proletariado - Bases pela Revolução，缩写为PRP-BR）是葡萄牙的一个已不存在的共产主义政党。该党成立于2002年7月17日，作为存在于1970年代中期的无产阶级革命党—革命旅的继承者。该党的领袖是路易斯·卡多索。